# Старый Тараж
Старый Тараж (укр. Старий Тараж) — село в Почаевской городской общине Кременецкого района Тернопольской области Украины.
Код КОАТУУ — 6123488201. Население по переписи 2015 года составляло 1021 человек.

## Географическое положение
Село Старый Тараж находится на левом берегу реки Иква,
выше по течению на расстоянии в 1 км расположено село Борщовка,
ниже по течению на расстоянии в 1,5 км расположено село Старый Кокорев,
на противоположном берегу — село Комарин.

## История
- 1463 год — дата основания.

## Объекты социальной сферы
- Школа I—II ст.
- Клуб.
- Фельдшерско-акушерский пункт.

## Достопримечательности
- Братская могила советских воинов.